# フォーステンネットワークス
フォーステンネットワークス (Force10 Networks, Inc.) は、かつて存在したアメリカ合衆国の会社で、主にネットワーク製品の製造・販売・保守を行っていた。2011年にデルに買収されたことで、公開会社としてのフォーステンネットワークスは消滅した。
同社のネットワーク製品は、キャリア、サービスプロバイダ、データセンタ、HPC関連機関を主な顧客としていた。業界初の真の10GbEスイッチを世に出したことで有名になった。

## 組織
社長兼CEOはヘンリー・ワシック (Henry Wasik) で、本社はカリフォルニア州サンノゼに置かれていた。アメリカ以外ではイギリス、ドイツ、スペイン、日本、インド、中国、韓国、マレーシア、シンガポール、オーストラリアなど世界16カ国に活動拠点を持つ。
日本法人であるフォーステンネットワークス株式会社は100%米国本社出資の子会社で、本社は東京都中央区築地にある。

## 沿革
- 1999年5月に設立
- 2002年3月に日本法人のフォーステンネットワークス株式会社を設立
- 2004年5月にレイヤー3での10GbEイーサーネットサプライヤーでトップシェアを獲得(レイヤー2も含めると2位・米国Dell’Oro Group調べ）
- 2005年11月にIDSなどのネットワークセキュリティ製品会社であるメタネットワークス（MetaNetworks）を買収
- 2009年4月に、キャリア向けネットワーク機器ベンダのTurin Networksと合併
- 2011年8月、デルによる買収が完了。

## 主な製品
- Ethernetスイッチング・ルーティング
  - FTOS
  - ExaScale Eシリーズ
  - TeraScale Eシリーズ
  - Cシリーズ
  - Sシリーズ
- マルチサービストランスポートスイッチ
  - Traverse 2000
  - Traverse 1600
  - Traverse 600
- セルサイトアクセスアグリゲータ
  - MASTERシリーズ
  - Axxius800
- コンバージェンスアクセス
  - Adit600
  - Adit3000シリーズ
  - Broadmoreプラットフォーム
- メトロアクセススイッチ
  - TraverseEdgeファミリマルチサービス多重化プラットフォーム
  - TDMエッジ多重化プラットフォーム
- セキュリティアプライアンス
  - Pシリーズ